# 陝西幇
陝西幇（せんせいばん、簡体字：陕西帮）は、中国共産党内の非公式派閥の一つ。陝西閥とも呼ばれる。
習近平氏の党総書記就任の後、江沢民氏の上海幇（上海閥）、胡錦濤氏の団派（中国共産主義青年団、略して共青団)と伍する有力な政治基盤かと注目される最高指導者層の一群である。

## 陝西幇の起源
習氏の籍貫（本籍）の地、知識青年としての下放の地、父習仲勲氏のゆかりの地である陝西省に本籍・出生・成長・立身・出世などの関係を有する人々である。それがいつしか上海幇・北京幇・山東幇・福建幇などと同様に陝西幇と呼称されるようになっていた。
Cheng Li(李成)氏による分析では、中国の指導層に属するとされているのは、習近平、兪正声、王岐山、栗戦書（陝軍の一人）、趙楽際（陝軍の一人）、李建国、馬凱、常万全、房峰輝、張又侠、劉暁江、王晨、何毅亭、張寶文、韓啓徳氏らである。
続く分析で習氏の出生地や勤務地の縁故者の積極的な人事異動に触れ、例示として遼寧省省長になった李希氏を取り上げ陝西幇と認めている。

## 陝西幇の一覧表
```
Xi Jinping's Inner Circle(Part 1:The Shaanxi Gang)  2014-3-14 , Cheng Li(李成),China Leadership Monitor,No.43,Hoover Institution(2016年7月10日閲覧）のp8 Table 1 を基に2016年7月19日作成。一部、統合・追加・修正・具体化を図った。
```